# Ctenidia mordelloides
Ctenidia mordelloides là một loài bọ cánh cứng trong họ Mordellidae. Loài này được Laporte de Castelnau in Brullé miêu tả khoa học năm 1840.